# Erebia kaseria
Erebia kaseria är en fjärilsart som beskrevs av Karl Schawerda 1924. Erebia kaseria ingår i släktet Erebia och familjen praktfjärilar. Inga underarter finns listade i Catalogue of Life.